# 요시토미역 (후쿠오카현)
요시토미역(일본어: 吉富駅)은 일본 후쿠오카현 지쿠조군 요시토미정에 위치한 규슈 여객철도 소속 철도역이자, 닛포 본선 정차역이다. 또 한, 이 역은 요시토미정의 중추적인 철도역이다.

## 역 구조 및 승강장
8량 편성이 정차 가능한 유효장 165m의 상대식 승강장 2면 2선을 가지는 지상역. 홈 전체가 곡선 구조이다. 개업 당초부터의 반원형의 형태를 가지는 역사 구조이다. 역사는 요시토미 정의 시설 「고향 센터」라고 합축이다.
규슈 교통 기획이 역 업무를 실시하는 업무 위탁역. POS 단말기를 갖추기 위해 창구에서 승차권이나 자유석 특급권 등에 한정해 구입이 가능하다. SUGOCA의 이용이 가능하지만, 카드 판매는 실시하지 않고 요금만 취급을 실시한다.
| 플랫폼 | 노선        | 방향   | 행선지                 |
| 1      | ■ 닛포 본선 | 하행선 | 나카쓰 · 우사 방면     |
| 2      | ■ 닛포 본선 | 상행선 | 유쿠하시 · 고쿠라 방면 |

## 역 주변
- 야마쿠니 강
- 다나베 미쓰비시 제약 (주) 요시토미 제약 연구소

## 인접 역
| 닛포 본선            | 닛포 본선 | 닛포 본선                 |
| -------------------- | --------- | ------------------------- |
| 미케카도 고쿠라 방면 | ■ 보통    | 나카쓰 가고시마 중앙 방면 |